# Jakub Jedlinský
Jakub Jedlinský (* 1984) je český akordeonista a pedagog.

## Studium
Hudbě se začal věnovat na ZUŠ v Kostelci nad Orlicí, dále absolvoval Konzervatoř v Pardubicích (Irena Holomková) a interpretační kurzy u zahraničních akordeonistů (Jytte von Rüden, Bogdan Dowlasz a další). Absolvoval i Konservatoriet for music og formidling v Dánském Esbjergu (doc. Jytte von Rüden) a Pedagogickou fakultu Západočeské univerzity (Jaroslav Vlach a Jarmila Vlachová). Absolvoval i dva roky soukromého studia u akordeonisty Antonína Dvořáka.

## Ocenění
- 3. cena na celostátní soutěži konzervatoří České republiky v nejvyšší kategorii
- 1. cena na mezinárodní interpretační soutěži pedagogických fakult (2006)
- Cena za nejlepší interpretaci skladby soudobé autora
- 2. cena z mezinárodní akordeonové soutěže pedagogických fakult (2009)
- 4. cena z International Accordion Competition ve Švýcarském Reinachu

## Koncertní činnost
Vystupuje na hudebních festivalech v ČR i v zahraničí (Německo, Dánsko) a věnuje se komorní hře s houslistkou Ivou Kramperovou. Jakub Jedlinský je také propagátorem soudobé hudby, premiéruje díla českých skladatelů (Slavomír Hořínka, Jiří Bezděk, Pavel Samiec aj.) a pedagogicky působí na konzervatoři v Pardubicích.